# نتريد الليثيوم
 نتريد الليثيوم  مركب كيميائي له الصيغة Li3N، ويكون على شكل بلورات حمراء بنية. وهو النتريد الثابت الوحيد من بين نتريدات الفلزات القلوية.

## التحضير
يحضر نتريد الليثيوم من تفاعل العنصرين المكونين للمركب، وذلك بتسخين الليثيوم في جو من غاز النيتروجين.
{\displaystyle \mathrm {6\ Li\ +N_{2}\ {\xrightarrow {100^{\circ }C}}\ 2\ Li_{3}N} }
أو بمفاعلة غاز النيتروجين مع الليثيوم المنحل في مصهور الصوديوم. وتعطي الطريقة الأخيرة ناتجاً له نقاوة جيدة.

## الخواص
- نتريد الليثيوم مركب ثابت عند التعرض للرطوبة والهواء [5] وهو ناقل أيوني جيد.[6] ويكون لأيون النتريد قاعدية قوية، وذلك بشكل أكبر حتى من الهدريد، حيث يتفاعل نتريد الليثيوم مع الهيدروجين مشكلا أميد الليثيوم حسب المعادلة:

{\displaystyle \mathrm {2\ Li_{3}N\ +\ 3\ H_{2}\longrightarrow \ 6\ LiH\ +\ \ N_{2}\uparrow } }
- يتفاعل نتريد الليثيوم عند التماس مع الماء بتفاعل حلمهة مشكلا هيدروكسيد الليثيوم والأمونياك [3] حسب المعادلة:

{\displaystyle \mathrm {Li_{3}N\ +\ 3\ H_{2}O\longrightarrow \ 3\ LiOH\ +\ NH_{3}} }

### البنية
تشكل ذرات الليثيوم حلقات سداسية مشابهة للغرافيت تتوضع ذرات النيتروجين في منتصفها، أي أن كل ذرة نيتروجين يحيط بها ثمانية ذرات ليثيوم على شكل هرم سداسي مضاعف.

## الاستخدامات
- يستخدم نتريد الليثيوم في علم الفلزات من أجل إدخال النيتروجين في السبائك.[8]
- تجرى أبحاث حالياً للكشف عن مدى مقدرة نتريد الليثيوم على تخزين الهيدروجين، وهو أمر مهم بالنسبة لخلايا الوقود حيث أن المركب يتفاعل مع الهيدروجين، ويمكن أن يتخلى عنه عند درجات حرارة أعلى من 270°س. لقد تم التمكن من تخزين 11.5% وزناً من غاز الهيدروجين.[9]